# Анжеліна (футболістка)
Анжеліна Алонсо Костантіно або просто Анжеліна (порт.-браз. Angelina Alonso Costantino / Angelina; нар. 26 січня 2000, Джерсі-Сіті, Нью-Джерсі, США) — бразильська футболістка, півзахисниця американського клубу «ОЛ Рейн» та національної збірної Бразилії.

## Клубна кар'єра
Професіональну футбольну кар'єру розпочала в «Сантусі» з Серії A1. Дебютувала в команді 17 травня 2017 року, вийшовши на поле на 81-ій хвилині переможного (2:0) поєдинку проти «Понте-Прети». Дебютним голом за «Сантус» відзначилася 24 квітня 2019 року в переможному (1:0) поєдинку проти «Понте-Прети».
Напередодні старту сезону 2020 року перебралася в «Палмейрас», у футболці якого дебютувала 16 лютого 2020 року в поєдинку проти «Ферроварії».

### «ОЛ Рейн»
5 січня 2021 року переїхала до Сполучених Штатів Америки та приєдналася до клубу National Women's Soccer League «ОЛ Рейн». Дебютувала за нову команду 16 квітня 2021 року в поєдинку NWSL Challenge Cup проти «Х'юстон Даш».

## Кар'єра в збірній
Виступала за дівочу збірну Бразилії (WU-17) та молодіжну збірну країни (WU-20).
У футболці національної збірної Бразилії дебютувала 24 липня 2021 року в нічийному (3:3) поєдинку олімпійського футбольного турніру в Токіо проти Нідерландів. Анжеліна вийшла на поле на 46-ій хвилині, замінивши Формігу. На вище вказаному турнірі зіграла в 3-ох матчах бразильської збірної.

## Статистика виступів

### Клубна
Станом на 16 квітня 2021
| Клуб              | Сезон             | Ліга                           | Ліга  | Ліга | Кубок | Кубок | Конт. кубок | Конт. кубок | Загалом | Загалом |
| Клуб              | Сезон             | Дивізіон                       | Матчі | Голи | Матчі | Голи  | Матчі       | Голи        | Матчі   | Голи    |
| ----------------- | ----------------- | ------------------------------ | ----- | ---- | ----- | ----- | ----------- | ----------- | ------- | ------- |
| «Сантус»          | 2017              | Чемпіонат Бразилії             | 3     | 0    | 0     | 0     | —           | —           | 3       | 0       |
| «Сантус»          | 2018              | Чемпіонат Бразилії             | 5     | 0    | 0     | 0     | —           | —           | 5       | 0       |
| «Сантус»          | 2019              | Чемпіонат Бразилії             | 16    | 1    | 0     | 0     | —           | —           | 16      | 1       |
| «Сантус»          | Загалом           | Загалом                        | 24    | 1    | 0     | 0     | 0           | 0           | 24      | 1       |
| «Палмейрас»       | 2020              | Чемпіонат Бразилії             | 14    | 0    | 0     | 0     | —           | —           | 14      | 0       |
| «ОЛ Рейґ»         | 2021              | National Women's Soccer League | 0     | 0    | 1     | 0     | —           | —           | 1       | 0       |
| Усього за кар'єру | Усього за кар'єру | Усього за кар'єру              | 38    | 1    | 1     | 0     | 0           | 0           | 39      | 1       |

## Особисте життя
Народилася в Джерсі-Сіті, Нью-Джерсі, в родині етнічних бразильців.